# Adrorhizon
Adrorhizon  (лат.) — монотипный род однодольных растений семейства Орхидные (Orchidaceae), включающий вид Adrorhizon purpurascens (Thwaites) Hook.f.. Выделен британским ботаником Джозефом Долтоном Гукером в 1898 году.

## Распространение, описание
Единственный вид является эндемиком Шри-Ланки.
Гемикриптофиты. Небольшие эпифитные растения. Псевдобульба узко-цилиндрическая. Лист одиночный, фиолетового оттенка, прямостоячий, кожистый, формой от линейно-продолговатого до ланцетного. Соцветие несёт по нескольку цветков размером около 2,2 см.